# Patrika Darbo
Patrika Darbo (Jacksonville, Florida, 6 april 1948) is een Amerikaanse actrice.

## Biografie
Patrika werd geboren als Patricia Davidson als de dochter van Chubby en Patricia Davidson. Ze groeide op in Atlanta, Georgia. Ze studeerde theater en studeerde af in 1970. Ze trouwde met Rolf Darbo in 1973. Haar eerste noemenswaardige rol was die van Penny Baker in de serie Step by Step (1992–1993).
In 1998 nam ze de rol van Nancy Wesley aan in de soap Days of Our Lives. Een jaar later kreeg ze in de serie een tienerdochter die ze op 16-jarige leeftijd aan adoptie zou hebben afgestaan, dit zou betekenen dat Nancy 32 jaar was, terwijl Patrika dan al 51 jaar was. In 2003 werd Nancy uit de serie geschreven en maakte nog enkele gastoptredens in 2004 en 2005.